# Symplocos guianensis
Symplocos guianensis là một loài thực vật có hoa trong họ Dung. Loài này được (Aubl.) Gürke miêu tả khoa học đầu tiên năm 1891.